# کاملوت: بخش اول
کاملوت: بخش اول (به انگلیسی: Kaamelott: The First Chapter) فیلمی کمدی و فانتزی محصول سال ۲۰۲۱ و به کارگردانی الکساندر استیه است. در این فیلم بازیگرانی همچون الکساندر استیه، لیونل آستیر، آنه ژیرود، توماس کوسئا، فرانک پیتیوت، ژان کریستوفه همبرت، اودره فلورو، ژاکوس چامبون، استینگ، آلن شابا، آنتوان دو کون، کریستیان کلاویه و فرانسوا مورل ایفای نقش کرده‌اند.
این فیلم بر اساس مجموعه تلویزیونی کملوت ساخته شده‌است.